# Александр Пушкин (пьеса)
«Алекса́ндр Пу́шкин» («После́дние дни») — пьеса Михаила Булгакова, написанная в 1935 году. Её создание было приурочено к 100-летию со дня гибели поэта, однако при жизни автора пьеса не ставилась и не публиковалась.
Впервые была опубликована в 1955 году в сборнике «Дни Турбиных. Последние дни (А. С. Пушкин)», выпущенном издательством «Искусство».

## История создания

### Хронология событий
Первые наброски будущей пьесы Булгаков сделал в сентябре 1934 года. Через месяц он прибыл на дачу к писателю Викентию Вересаеву и предложил совместную работу. По замыслу Булгакова, Вересаев должен был заняться сбором исторических и биографических источников; сам же Михаил Афанасьевич намерен был работать над текстом и вести переговоры с театрами. Вересаева эти условия устроили, и он дал согласие.
В декабре Булгаков подписал договор с театром имени Вахтангова о постановке пьесы о Пушкине, и уже через полгода актёрам был прочитан её первый вариант. В сентябре 1935-го работа была полностью завершена, Главрепертком дал разрешение на постановку.
Протокол 345
Пьесу вернее было бы назвать "Гибель Пушкина". Автор имел целью изобразить обстановку и обстоятельства гибели Пушкина. Широкой картины общественной жизни в пьесе нет. Автор хотел создать лирическую, "камерную" пьесу. Такой его замысел осуществлён неплохо.
Заключение политредактора: Разрешить.
Политредактор ГУРК Евстратов.
После этого началась череда неудач. По просьбе Вересаева его имя было снято с пьесы. Следом пошли жёсткие публикации в прессе. В «Литературной газете» появилась статья «Реакционные домыслы М. Булгакова». В «Советском искусстве» была напечатана заметка, в которой соавторов назвали «драмоделами». Платон Керженцев, занимавший пост председателя Комитета по делам искусств при Совнаркоме, выступил на всесоюзном репертуарном совещании с требованием не допустить выхода в свет «Александра Пушкина». В январе 1937 года — в канун пушкинского юбилея — на постановку был наложен запрет.
Ситуация изменилась после заключения Булгаковым договора со МХАТом на пьесу о Сталине. 15 июня 1939 года Главрепертком разрешил театральным труппам вернуться к работе над «Александром Пушкиным». В художественном театре начались репетиции. Однако премьеры Булгаков не увидел — 10 марта 1940 года он скончался.

### Конфликт с Вересаевым
До весны 1935 года взаимоотношения соавторов были конструктивными: они прислушивались к мнению друг друга, при достижении согласия меняли диалоги или героев. Правда, некоторые вставки, сделанные Вересаевым, Булгаков отклонял, считая их несценичными. В свою очередь, Вересаев возражал против полного отсутствия Пушкина на сцене.
Острые разногласия начались после того, как 18 мая Булгаков прочитал пьесу Вересаеву и нескольким актёрам вахтанговского театра. На следующий день Булгаков получил от соавтора письмо, в котором тот сообщал, что находит «образ Дантеса в корне неверным» и как пушкинист не может его принять. Вересаеву не понравился «Дантес-нытик», страдающий приступами сплина, — именно таким он увидел персонажа в трактовке Булгакова.
Булгаков, в свою очередь, отказывался признавать вересаевского «Дантеса-солдафона». Он писал соавтору: «Вы, желая снизить его, снабдили его безвкусными остротами».
В конечном итоге спор вылился в отказ Вересаева ставить свою фамилию на титульном листе. Булгаков не стал возражать, но все финансовые обязательства перед соавтором выполнил в полном объёме.

## Действующие лица
- Пушкина Наталья Николаевна — жена поэта
- Гончарова Александра Николаевна — сестра Натальи Николаевны, живущая в доме поэта
- Воронцова Александра Кирилловна — графиня, всемерно поддерживавшая и защищавшая Пушкина
- Битков Никита — часовых дел мастер, тайно следящий за Пушкиным
- Дубельт — начальник штаба Корпуса жандармов и управляющий III Отделением
- Дантес — кавалергард
- Бенедиктов — поэт, переводчик
- Кукольник — поэт, прозаик
- Долгоруков Пётр — князь, связанный с III Отделением
- Богомазов — представитель светского общества
- Николай I — император
- Жуковский Василий Андреевич — поэт
- Геккерн (в тексте Геккерен) — голландский дипломат, приёмный отец Дантеса
- Бенкендорф — шеф жандармов и Главный начальник III отделения, осуществлявший надзор за Пушкиным
- Данзас — лицейский друг Пушкина, его секундант на дуэли
- Шишкин — ростовщик, дававший Пушкину деньги под залог
- Даль Владимир — писатель, находившийся в доме Пушкина после его ранения
- Никита — камердинер Пушкина
- Смотритель и смотрительша — супружеская пара, в станционном домике которой остановились те, кто вывозил и сопровождал тело Пушкина из Петербурга в Святогорский монастырь
- Студенты, жандармы, квартальные, народ на улице

## Содержание

### Действие первое
Январский вечер в квартире Пушкина. Александра Гончарова, сестра Натальи Николаевны, сидит за фортепиано; мастер Битков ремонтирует часы. Появляется ростовщик Шишкин и напоминает, что Александр Сергеевич взял у него под залог двенадцать с половиной тысяч ассигнациями, сроки вышли, пора возвращать. Пока Гончарова пытается уладить долговую проблему, Битков проскальзывает в кабинет Пушкина и несколько минут находится там один.
Затем камердинер Никита приносит адресованное поэту письмо, но перехватившая его Александра напоминает, что никаких конвертов Пушкину передавать не следует. Задёрнув портьеру, она читает письмо и в сердцах называет его автора негодяем. Вскоре возвращается с прогулки Наталья Николаевна. Между ней и сестрой происходит серьёзный разговор: Александра просит прекратить общение с Дантесом, из-за которого к Пушкину поступают грязные анонимки; жена поэта уверяет, что между ней и кавалергардом «ничего нет».
Дантес, появившись бесшумно, отдаёт Наталье Николаевне перчатки, которые она забыла в его санях, и предлагает бежать вместе с ним. Пушкина назначает ему встречу на балу у Воронцовой.

### Действие второе
Во дворце графини Воронцовой — многолюдный бал. Наталья Николаевна Пушкина общается с Николаем I. Император восхищается её красотой и признаётся, что часто думает о ней.
В другой стороне зимнего сада сплетничают Богомазов и Долгоруков. Звучит фраза: «Будет Пушкин рогат, как в короне! Сзади царские рога, а спереди Дантесовы». Когда Долгоруков заводит разговор об отправленном поэту анонимном пасквиле, сидящая неподалёку Воронцова не выдерживает: «Вон из моего дома!»
Затем действие переносится в казённый кабинет управляющего III Отделением Дубельта. Здесь Николай I, Бекендорф и хозяин кабинета обсуждают новые стихи Пушкина и ведут разговор о неизбежности дуэли, которая должна произойти между поэтом и Дантесом. Шансы Дантеса как стрелка́ оцениваются высоко: «Туз — десять шагов».

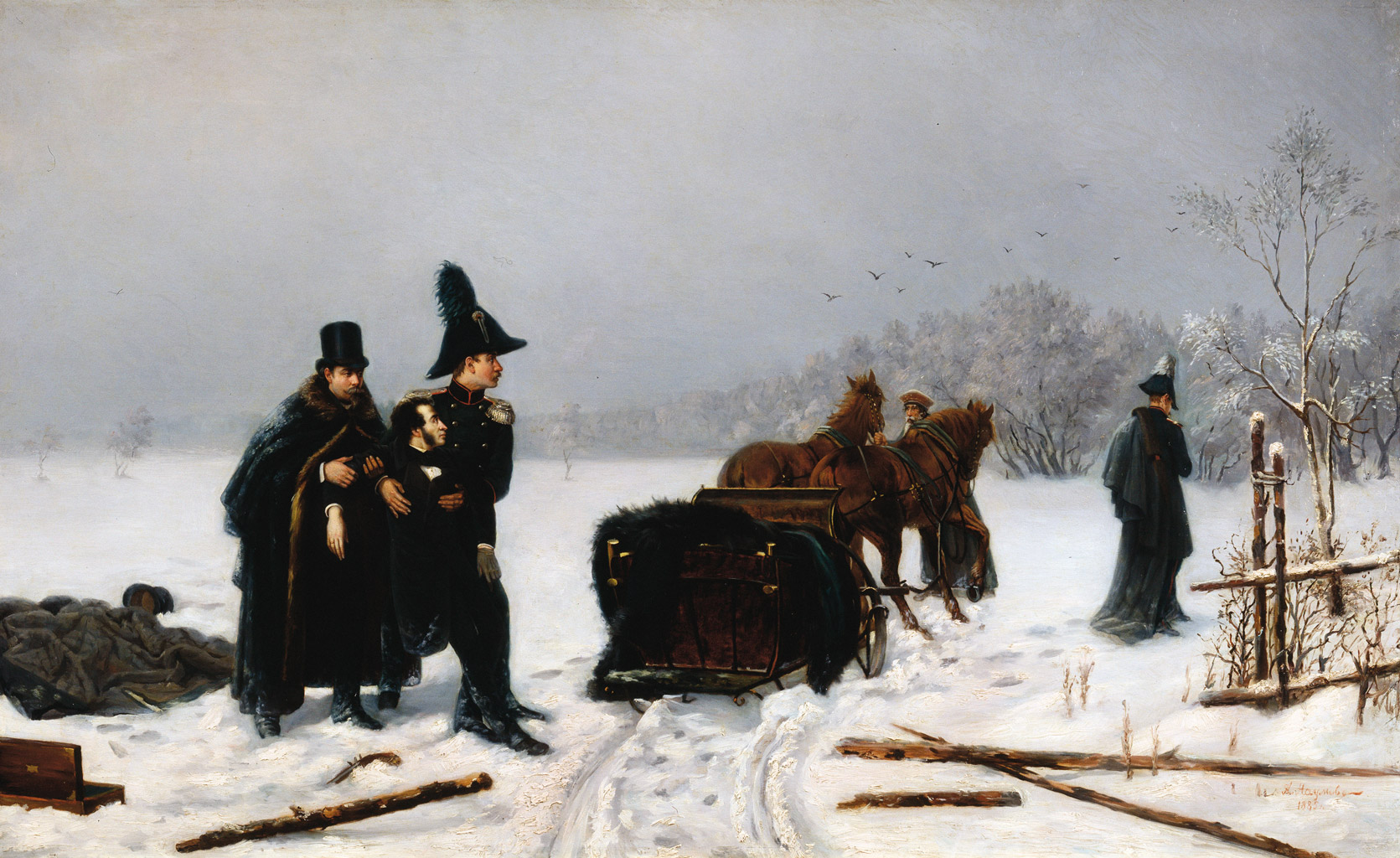
«Дуэль Пушкина с Дантесом», художник А. Наумов, 1884

### Действие третье
Дантес рассеян, у него сплин, и беседа с приёмным отцом Геккереном о пагубности страстей кажется кавалергарду утомительной. Оставшись один, Дантес вынимает из шкатулки пистолет, не целясь стреляет в картину и уходит. Геккерен выскакивает за ним следом. Вдали слышен негромкий пистолетный выстрел. Потом ещё один.
На мосту появляется Дантес и произносит, обращаясь к замершему в ожидании Геккерену: «Он хорошо целился. Но ему не повезло».

### Действие четвёртое
В доме Пушкина завешаны зеркала. Писатель Даль капает в рюмку лекарство для Натальи Николаевны. Появляется Дубельт, чтобы извлечь бумаги из кабинета Александра Сергеевича; Жуковский, который все эти дни провёл в квартире на Мойке, пытается протестовать: там есть личные письма. Но под напором Дубельта, сообщающего, что бумаги должны быть переданы графу Бенкендорфу, поэт сдаётся.
На улице — толпа: за один день под окнами квартиры побывало сорок семь тысяч человек. Группа студентов пытается пробиться сквозь полицейские ограждения. Один из студентов читает с листа: «Не вынесла душа поэта позора мелочных обид».
Потом свет в окнах пушкинской квартиры гаснет, и из тьмы вырисовывается другая обстановка. На глухой почтовой станции, в 55 километрах от Петербурга, подвыпивший часовщик Битков рассказывает смотрительше, как следил «за одним поэтом», ходил за ним по городу тенью и даже выучил наизусть стихотворение «Буря мглою небо кроет». Теперь же, когда поэта везут к месту погребения, буря как по заказу разыгралась — ни зги не видать. А камердинер Никита, сколько его ни просили, зайти погреться отказывается — караулит поэта, не отходит от него.
Тут появляется смотритель, сообщает, что новая тройка готова — можно ехать дальше.

## Художественные особенности

### Отсутствие героя
По мнению литературоведа Василия Новикова, Булгаков, стремясь показать трагизм при столкновении поэта с обстоятельствами, прибегает к смелому приёму: он не показывает самого Пушкина на сцене. При этом «само развитие сквозного действия в пьесе, сцепление сцен — всё подчинено раскрытию образа поэта, его личности». На фоне бедственного положения Пушкина, к которому приходят кредиторы, превосходно себя чувствуют его враги — Бенкендорф, Долгоруков, Кукольник. Графиня Воронцова, восклицающая «Как чудесно в Пушкине соединяется гений и просвещение!», выглядит как луч света среди «процветающей черни».

### Пушкин — Булгаков
Авторы книг о Булгакове Ирина Белобровцева и Светлана Кульюс считают, что состояние загнанности и затравленности, в котором пребывает Пушкин в последние дни, «проецируются Булгаковым на собственное душевное состояние». Пушкин, который во время бала у Воронцовой безмолвно стоит у колонны, напоминает одинокого волка. Для Булгакова слова «волк» и «литератор» в последние годы жизни стали синонимами — не случайно он писал о себе: «На широком поле российской словесности в СССР я был один-единственный литературный волк».

### Культурный знак
Ту же самую мысль развивает исследователь творчества Булгакова Евгений Яблоков, приводящий в качестве примера фразу Геккерена о Пушкине: «Это бешеный зверь! Он уже бросался на нас один раз. У меня до сих пор в памяти лицо с оскаленными зубами». Пушкин и в этом, и в других произведениях Булгакова — загадочный Некто, «культурный знак», статуя, портрет, мифологизированный образ, считает литературовед.

### Массовые сцены
Ещё один знак обнаружила в черновиках пьесы Мариэтта Чудакова. В первой редакции стихотворение Лермонтова «Смерть Поэта» читает Человек в шапке. Позже Булгаков заменяет его на Человека без шапки. В итоговом варианте действует просто Студент. Тот факт, что автор упорно хотел надеть на персонажа шапку, свидетельствует, по мнению исследователя, о том, что Булгаков стремился показать, как относилась к поэту разночинная общественность: шапка традиционно считалась знаком именно этого слоя.
После смерти поэта к дому на Мойке идут толпы людей, происходит столкновение студентов с полицией — и здесь, по словам Василия Новикова, «Булгаков явно опирается на традиции самого Пушкина, в частности — на его трагедию „Борис Годунов“, где „мнение народное“ оказывается силой, определяющей судьбу узурпаторов».

## Судьба постановки
Летом 1935 года Булгаков в письме к актёру и режиссёру вахтанговского театра Борису Захаве набросал примерный план на будущее: пьеса принята, осенью она будет получена в окончательной редакции, в январе начнутся репетиции, в юбилейные пушкинские дни пройдёт премьера.
К тому моменту не только театр имени Вахтангова, но и другие коллективы начали готовиться к постановке. Когда «Александра Пушкина» запретили, ни Ленинградский, ни Саратовский, ни Горьковский театры не стали требовать компенсации. Единственная судебная тяжба случилась у Булгакова с Харьковским русским театром драмы, пытавшимся вернуть выплаченный автору аванс. Однако иск был отклонён.
Первым коллективом, сумевшим поставить пьесу Булгакова, стал МХАТ. Премьера спектакля под названием «Последние дни» состоялась на сцене художественного театра в 1943 году. Спектакль находился в репертуаре в течение 16 лет.

## Экранизации
- В 1968 году на основе пьесы «Александр Пушкин» на Ленинградском ТВ был снят телевизионный фильм-спектакль «Последние дни»[9]. Режиссер Александр Белинский. В фильме-спектакле снимались Ирина Лаврентьева, Антонина Шуранова, Алла Чернова, Борис Рыжухин, Владислав Стржельчик, Анатолий Пустохин, Владимир Тыкке, Владимир Усков, Галина Демидова, Рэм Лебедев, Олег Басилашвили, Владимир Тодоров, Николай Боярский, Михаил Храбров, Игорь Дмитриев.

- В 1986 году на основе пьесы «Александр Пушкин» на киностудии «Ленфильм» была поставлена картина «Последняя дорога» (в титрах это не указано). Сценарий написали Яков Гордин и режиссёр ленты Леонид Менакер. В фильме снимались Александр Калягин, Ирина Купченко, Иннокентий Смоктуновский[10].
- Телевизионный художественный фильм «А. П.». Режиссёр Александр Яцко.